# Mauro Santambrogio
Mauro Santambrogio (Erba, 7 oktober 1984) is een voormalig Italiaans wielrenner. Hij behaalde een 9e plaats in de Ronde van Italië 2013 en won de 14e etappe, maar werd later betrapt op doping en kreeg een schorsing van 18 maanden. In 2015 zou hij zijn comeback maken in het wielerpeloton maar in oktober 2014 wordt hij bij een controle buiten competitie opnieuw betrapt.

## Belangrijkste overwinningen
2005
- Giro del Lago Maggiore

2009
- Bergklassement Ronde van de Algarve
- Ronde van de Drie Valleien

2013
- GP Industria & Artigianato-Larciano
- 14e etappe Ronde van Italië

## Resultaten in voornaamste wedstrijden
| Jaar | Ronde van Italië | Ronde van Frankrijk | Ronde van Spanje |
| ---- | ---------------- | ------------------- | ---------------- |
| 2006 |                  |                     |                  |
| 2008 | opgave           |                     | 121e             |
| 2009 |                  | 132e                |                  |
| 2010 | opgave           | opgave              |                  |
| 2011 |                  |                     | 88e              |
| 2012 | 86e              |                     | 58e              |
| 2013 | 9e (1)           |                     |                  |

| Jaar | Milaan-San Remo | Amstel Gold Race | Luik-Bast.‑Luik | Ronde van Lombardije | Waalse Pijl | Bretagne Classic | Clásica San Sebastián |  | Wereldranglijsten |
| ---- | --------------- | ---------------- | --------------- | -------------------- | ----------- | ---------------- | --------------------- |  | ----------------- |
| 2006 |                 |                  |                 | 49e                  |             |                  |                       |  |                   |
| 2008 |                 |                  |                 |                      | 67e         |                  |                       |  |                   |
| 2009 |                 | 119e             |                 | 17e                  | 133e        | 53e              |                       |  | 126e (UWK)        |
| 2010 |                 |                  |                 | 8e                   |             | 6e               |                       |  | 96e (UWK)         |
| 2011 |                 | 49e              |                 |                      | 104e        |                  |                       |  |                   |
| 2012 |                 | 79e              | 26e             | 4e                   | 61e         |                  | 6e                    |  | 63e (UWT)         |
| 2013 | 38e             |                  |                 |                      |             |                  |                       |  |                   |

Aggiano ·
Boglia · 
Contrini ·  
De Gaspari · 
Hernández · 
Ivanov · 
Karpatsjev ·
Konysjev · 
Lopeboselli ·
Lucchini ·  
Masolino · 
Napolitano · 
Nardello · 
Pidhorny (tot 27/05) ·
Santambrogio ·
Agirre (stagiair) · 
Maserati (stagiair) ·
Turrina (stagiair)
Aggiano ·
Boglia · 
Chalilov · 
Contrini ·  
De Gaspari · 
De Paoli ·
Del Biaggio ·
Fanelli ·
Hernández · 
Konysjev · 
Maccanti ·
Maserati ·
Masolino · 
Muraglia ·
Napolitano ·
Nardello ·
Pieri ·   
Santambrogio ·
Tiberio ·
Tonkov ·
Grazia (stagiair) · 
Turrina (stagiair)
Ballan ·
Bennati · 
Bono ·     
Bruseghin ·
Carrara ·
Castañeda ·
Commesso ·
Corioni ·
Cunego ·
Figueras · 
Fornaciari · 
Franzoi · 
Loosli ·
Marzano ·
Marzoli · 
Napolitano ·
Petrov · 
Possoni · 
Righi ·
Sabaliauskas (tot 30/06) ·
Santambrogio ·
Štangelj ·
Szmyd · 
Tiralongo ·
Valjavec · 
Vila ·
Gavazzi (stagiair) ·
Wu (stagiair) ·
Xu (stagiair)
Bertuola ·
Bosisio ·
Corsini ·
Cucinotta ·
De Matteis ·
Ermeti ·
Ferrari ·
Golčer ·
Laganà ·
Machado · 
Murro · 
Pidhorny · 
Piemontesi ·
Pietropolli ·  
Sabatino ·
Salerno · 
Santambrogio (tot 15/07)
Baldato ·
Ballan ·
Bennati · 
Bono ·   
Bossoni ·  
Bruseghin ·
Caruso ·
Castañeda ·
Corioni ·
Cunego ·
Figueras · 
Fornaciari · 
Franzoi · 
Gavazzi ·
Longo ·
Loosli ·
Marzano ·
Mori ·
Napolitano ·
Possoni · 
Righi ·
Santambrogio ·
Štangelj ·
Szmyd · 
Tiralongo ·
Valjavec · 
Vila ·
Bandiera (stagiair) ·
Girardini (stagiair) ·
Pinizzotto (stagiair)
Baldato ·
Ballan  ·
Bandiera ·
Bindi · 
Bono ·   
Bossoni ·  
Bruseghin ·
Cunego ·
Fornaciari · 
Gavazzi ·
Grendene · 
Longo ·
Loosli ·
Lorenzetto ·
Marzano ·
Mori ·
Murro ·
Napolitano ·
Pelánek · 
Righi ·
Santambrogio ·
Špilak ·
Szmyd · 
Tiralongo ·
Vila ·
Boets (stagiair) ·
Dabrowski (stagiair) ·
Saronni (stagiair)
Ballan  ·
Bandiera ·
Bindi ·
Boets · 
Bono ·     
Bruseghin ·
Caucchioli ·
Cunego ·
Da Dalto · 
Furlan ·
Gasparotto ·
Gavazzi ·
Grendene · 
Loosli ·
Lorenzetto ·
Magazzini ·
Marzano ·
Manuele Mori ·
Massimiliano Mori ·
Ponzi ·
Righi ·
Santambrogio ·
Sapa ·
Špilak ·
Tiralongo ·
Tomei ·
Zagorodni ·
Malori (stagiair)
Ballan ·
Barton · 
Beyer ·
Bookwalter · 
Burghardt ·
Butler ·
Evans  ·
Frank · 
Frei (tot 31/05) · 
Hincapie ·
House ·
Kohler ·
Kristoff ·
Kroon ·
Louder ·
Moos ·
Morabito ·
Murphy ·
Nydam ·
Santambrogio ·
Schär ·
Stalder ·
Stewart ·
Wyss ·
Zahner
Ballan ·
Barton · 
Beyer ·
Bookwalter · 
Burghardt ·
Butler ·
Eijssen · 
Evans ·
Frank · 
Hincapie ·
Kohler ·
Kristoff ·
Kroon ·
Louder ·
Moinard ·
Morabito ·
Murphy ·
Phinney ·
Quinziato ·
Roe ·         
Santambrogio ·
Santaromita ·
Schär ·
Tschopp ·
Van Avermaet ·
Wyss ·
Zahner
Ballan ·
Blythe · 
Bookwalter · 
Burghardt ·
Cummings ·
Eijssen · 
Evans ·
Frank · 
Gilbert  ·
Hincapie ·
Hushovd ·
Kohler ·
Lodewyck ·
Moinard ·
Morabito ·
Phinney ·
Pinotti ·
Quinziato ·
Roe ·         
Santambrogio ·
Santaromita ·
Schär ·
Tschopp ·
Van Avermaet ·
Van Garderen ·
Wyss ·
Flückiger (stagiair) ·
Warbasse (stagiair) 